# Мазалов, Владимир Владимирович
Влади́мир Влади́мирович Маза́лов (род. 1963) — советский лыжник, выступавший на всесоюзном уровне в середине 1980-х годов. На соревнованиях представлял физкультурно-спортивное общество «Динамо» и город Курган, чемпион СССР в гонке на 50 км, многократный призёр всесоюзных первенств в разных лыжных дисциплинах, мастер спорта СССР международного класса по лыжным гонкам.

## Биография
Владимир Владимирович Мазалов родился в 1963 году.
Активно заниматься лыжным спортом начал в городе Кургане, проходил подготовку под руководством заслуженного тренера Артура Власовича Беледина. Состоял в курганском физкультурно-спортивном обществе «Динамо».
Имел большой успех уже на юниорском уровне, побеждал и попадал в число призёров на первенствах РСФСР и СССР среди юниоров.
Первого серьёзного успеха на взрослом всесоюзном уровне добился в сезоне 1983 года, когда попал в основной состав курганского «Динамо» и выступил на лично-командном чемпионате СССР в Сыктывкаре, где одержал победу в индивидуальной гонке на 50 км. За это выдающееся достижение по итогам сезона первым из зауральских лыжников удостоен почётного звания «Мастер спорта СССР международного класса».
В 1984 году на всесоюзном первенстве в том же Сыктывкаре Мазалов стал в пятидесятикилометровой гонке бронзовым призёром, уступив на финише алматинцу Владимиру Сахнову и хабаровчанину Юрию Бурлакову. Находясь в числе лидеров сборной на дистанции 50 км, удостоился права защищать честь страны в этой дисциплине на зимних Олимпийских играх Сараево, однако в последний момент тренеры сочли его недостаточно готовым и не выпустили на старт.
Впоследствии Владимир Мазалов ещё в течение нескольких лет оставался в основном составе курганского «Динамо» и продолжал принимать участие в крупнейших соревнованиях всесоюзного значения. Так, в 1985 году на очередном чемпионате СССР он выиграл бронзовую медаль в гонке на 15 км, проиграв только Александру Батюку и Александру Ушкаленко, а также добавил в послужной список награду серебряного достоинства, добытую в гонке 70 км. Последний раз показал сколько-нибудь значимый результат на всесоюзном уровне в сезоне 1986 года, когда побывал на всесоюзном чемпионате в Сыктывкаре и в составе сборной команды РСФСР завоевал бронзовую медаль в мужской эстафете 4 × 10 км.